# Landschaftsschutzgebiet Seitenbach der Glimke am Boberg
Das Gebiet „Seitenbach der Glimke am Boberg“ ist ein seit 2005 durch den Kreis Lippe als unterste Naturschutzbehörde ausgewiesenes Landschaftsschutzgebiet im Norden der lippischen Stadt Bad Salzuflen in Nordrhein-Westfalen in Deutschland.

## Lage
Das rund zehn Hektar große Landschaftsschutzgebiet Seitenbach der Glimke am Boberg gehört naturräumlich zum Lipper Bergland. Es liegt östlich des Bad Salzufler Ortsteils Wüsten, zwischen dem 267 Meter hohen Boberg im Süden und dem Ortsteil Pillenbruch im Norden. Das Bachtal erstreckt sich auf einer Höhe zwischen rund 262 und 192 m ü. NHN östlich der Windbergstraße und südöstlich der Pillenbrucher Straße.

## Beschreibung
Das Schutzgebiet ist neben dem Bachlauf durch Grünland-, Weide-, Hecken- und Gehölzflächen sowie zahlreiche Fischteiche gekennzeichnet. Es schützt einen von drei Hauptzuflussbereichen im Quellgebiet der Glimke.

## Schutzzweck
Wesentlicher Schutzzweck ist die Erhaltung eines artenreichen Quellbereichs mit Gehölzstreifen und einem vorwiegend feuchten Grünland als Lebensraum für Insekten, Vögel und Amphibien.